# طامية (مركز)
مركز طامية، مركز إداري مصري. يقع في محافظة الفيوم الواقعة في جمهورية مصر العربية. القاعدة الإدارية للمركز هي مدينة طامية.